# Аналіз формалізованих мов логіки та арифметики
Під формалізованими мовами у логіці розуміють інтерпретоване числення, тобто деяку формальну систему разом з її інтерпретацією. Використання формалізованих мов — характерна особливість математичної логіки, яку часто і визначають як «предмет формальної логіки, що вивчається за допомогою побудови формалізованих мов». Такого роду «визначення» зовсім не є невід'ємним атрибутом математичної логіки: поняття формалізованої мови не лише не входить (як правило) в наочні логіко-математичні мови, але не є, щиро кажучи, і елементом жодної конкретної метамови, а швидше є зручним робочим терміном для попередніх евристичних пояснень предмету цієї науки.